# Crotaphytus grismeri
Crotaphytus grismeri là một loài thằn lằn trong họ Crotaphytidae. Loài này được Mcguire miêu tả khoa học đầu tiên năm 1994.